# Wish You Were Gay
«Wish You Were Gay» (estilizado en minúsculas) —en español: «Ojalá fueses gay»— es una canción de la cantante estadounidense Billie Eilish. La canción fue lanzada el 4 de marzo de 2019, a través de Darkroom e Interscope Records. La canción sirve como el cuarto sencillo del álbum debut de Eilish, When We All Fall Asleep, Where Do We Go? (2019).

## Fondo
Billie Eilish reveló en una declaración que se inspiró para escribir "Wish You Were Gay" a la edad de 15 años cuando estaba "locamente enamorada de un chico de su misma edad". En julio de 2018, Eilish interpretó un fragmento acústico de la canción. en su historia de Instagram. Ella declaró que el chico "no estaba realmente interesado" en ella, y deseaba que "él fuese gay, por lo que no le gustaba (a ella) por una razón real, en lugar del hecho de que no le gustaba (a ella). Añadió que el chico en cuestión, al cabo de un año, salió del clóset como gay.

## Composición y letra
"Wish You Were Gay" está compuesto en clave de sol mayor con un ritmo moderado de 118 ppm. Las voces de Eilish abarcan un rango de G3 a D5 y su progresión de acordes sigue una secuencia básica de Am – D7 – Gmaj7 – Em. Es una canción pop  que presenta a Eilish cantando sobre "un instrumental exuberante y de lenta combustión", según Mitch Findlay de HotNewHipHop. Michael Love Michael de Paper notó que los "ritmos máximos de la canción se agitan y se disparan como un lanzamiento de tensión". Las letras de la canción se centran en la frustración de Eilish porque su enamoramiento no corresponde a sus sentimientos hacia él, y su deseo de que él fuera gay. "ahorre [su] orgullo" y para "darle [su] falta de interés en [ella] una explicación".

## Personal
Créditos adaptados de Tidal. 
- Billie Eilish O'Connell - composición de canciones, voz
- Finneas O'Connell - composición de canciones, producción
- Rob Kinelski - mezclando
- John Greenham - maestro de ingeniería

## Certificaciones
| País   | Organismo certificador | Certificación | Ventas certificadas | Ref. |
| ------ | ---------------------- | ------------- | ------------------- | ---- |
| México | AMPROFON               | Platino       | 60,000              | .    |